# Paleta (šunka)
Paleta (španělsky paleta de cerdo, paletilla) je přední menší kýta z prasete. Španělský název označuje sušenou šunku z této přední nohy. Oproti zadní noze (jamón) je tato kýta menší, zároveň je na ní i méně svalů. Paleta může být jak z bílého prasete (Paleta serrana), tak z prasete iberského (Paleta iberica). 
Sušenou šunku lze v České republice koupit celou i s kostí, vykostěnou, nebo je možno si ji nechat nakrájet v prodejnách specializujících se na španělské produkty. Šunka se nejčastěji podává v podobě tzv. tapas (španělský předkrm, jednohubky) například se sýrem Menchego a olivami. Před konzumací je vhodné nechat šunku aspoň 20 minut v pokojové teplotě rozležet.